# Konkatedra Wniebowzięcia Najświętszej Maryi Panny w Venafro
Konkatedra Wniebowzięcia Najświętszej Maryi Panny (wł. Concattedrale di Santa Maria Assunta) – rzymskokatolicka świątynia znajdująca się we włoskim mieście Venafro. Konkatedra diecezji Iserni-Venafro.

## Historia
Kościół wzniesiono pod koniec V wieku, za panowania biskupa Konstantyna, na miejscu świątyni pogańskiej. W wyniku grabieży budynek zaczął popadać w ruinę, odbudował go w drugiej połowie XI wieku biskup Piotr z Rawenny. Kościół ten został ograbiony przez wojska króla Fryderyka II oraz zniszczony przez trzęsienia ziemi w 1349 i 1456. Pod koniec XVI wieku wzniesiono kaplicę do udzielania sakramentów, przebudowaną w XIX wieku. Od końca XVII i przez cały XVIII wiek świątynię przebudowywano w stylu barokowym. 21 października 1764 kościół konsekrował bp Francesco Saverio Stabile.
W lutym 1935 ks. kan. Don Nicolino Passarelli odkrył ślady kolorowej farby pod grubą warstwą białego stiuku w lewej nawie kościoła, w miejscu zajmowanym wcześniej przez konfesjonał, wywieziony w celu jego renowacji. Po dokładniejszych badaniach odkryto trzy freski. Obecny wygląd kościoła jest efektem prac konserwatorskich z lat 60. i 70. XX wieku, podczas których usunięto barokowe dekoracje, odsłaniając średniowieczne mury.

## Architektura
Świątynia gotycka, trójnawowa. Do prawej nawy dostawione są 4 kaplice boczne, a do lewej – jedna, zwana Cappellone. Do kościoła prowadzi 5 portali. Jedne z drzwi znane są jako Porta Santa i wzmiankowane są już w 1508.

## Galeria

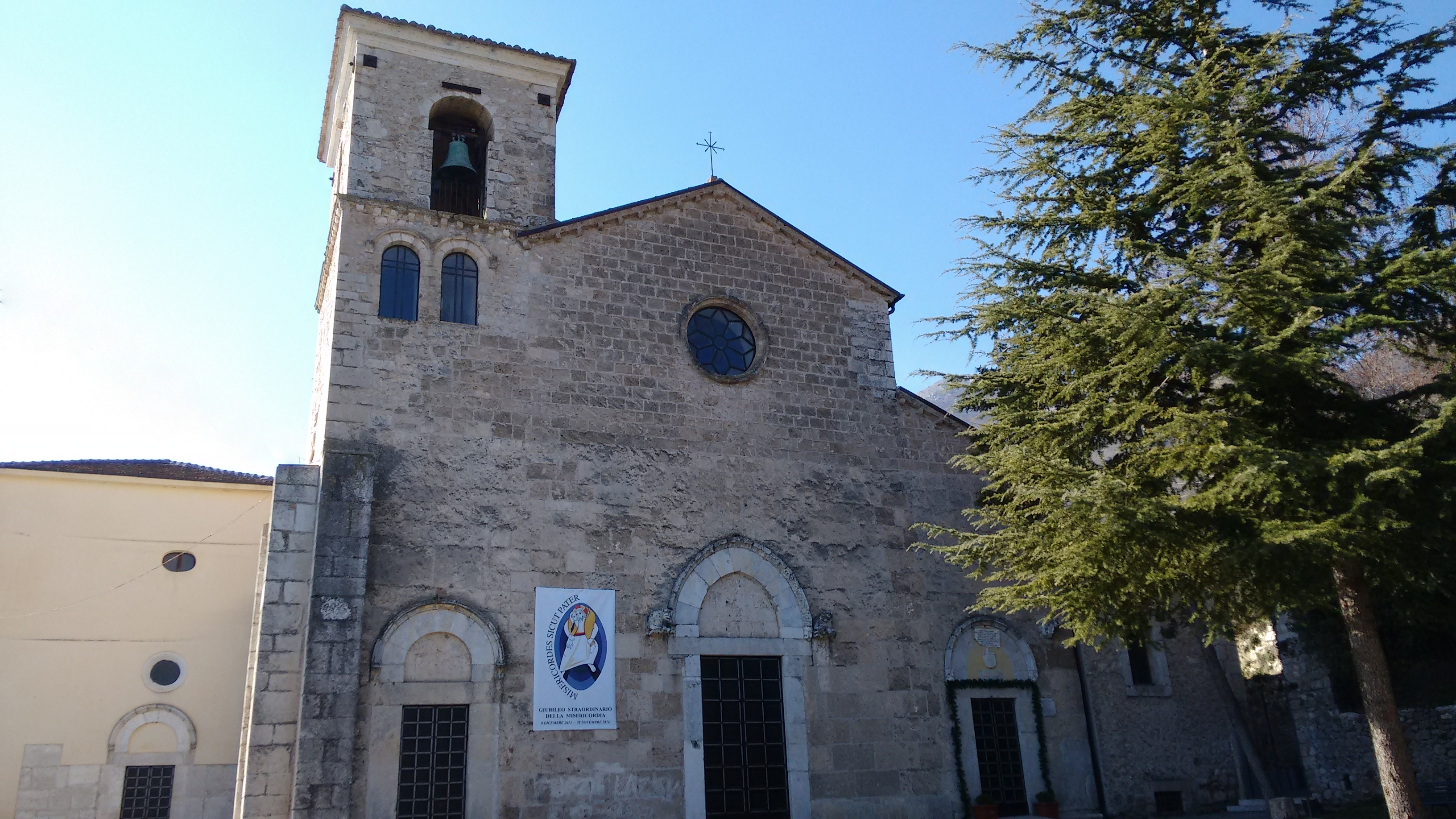
Fasada
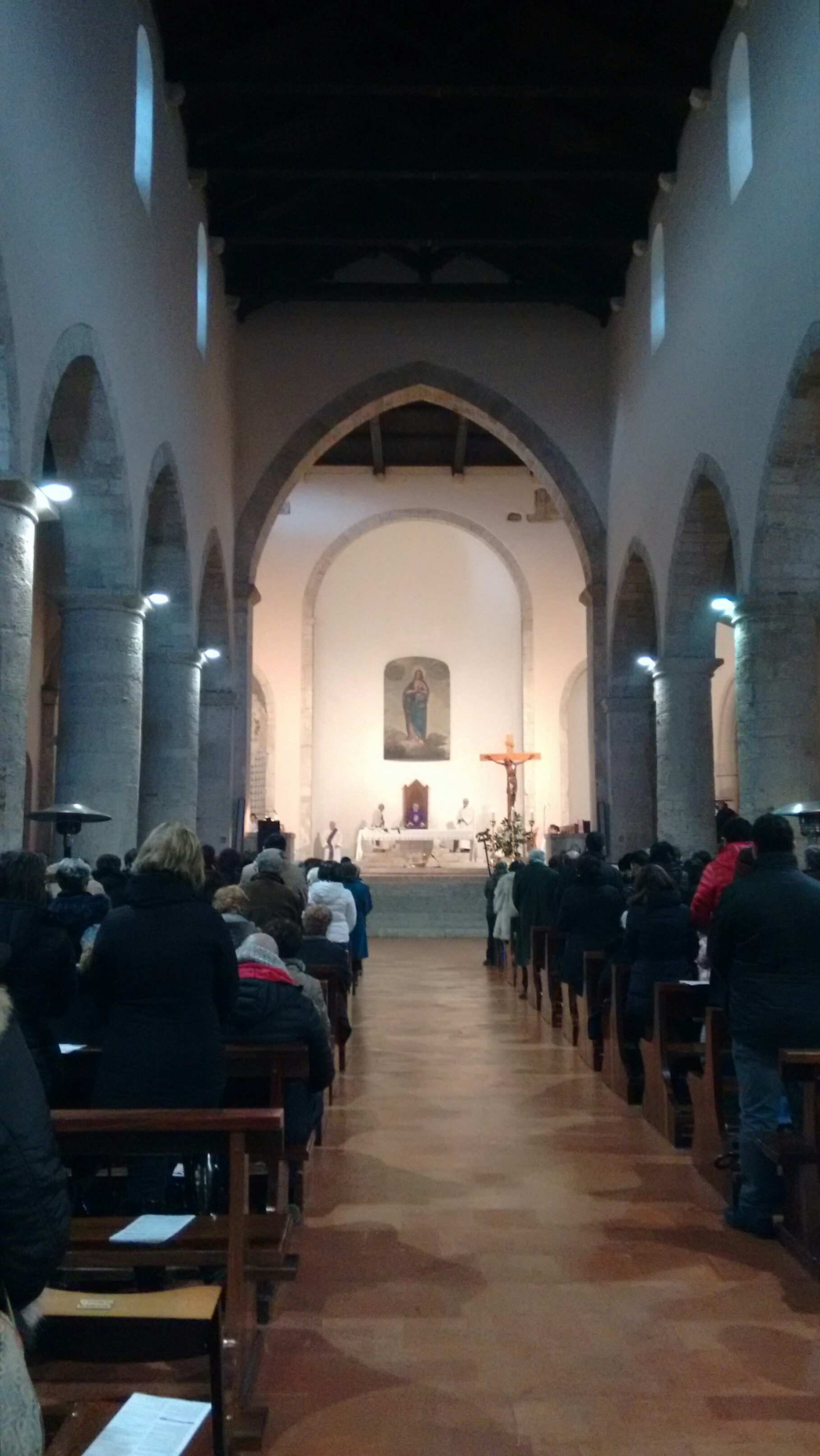
Wnętrze
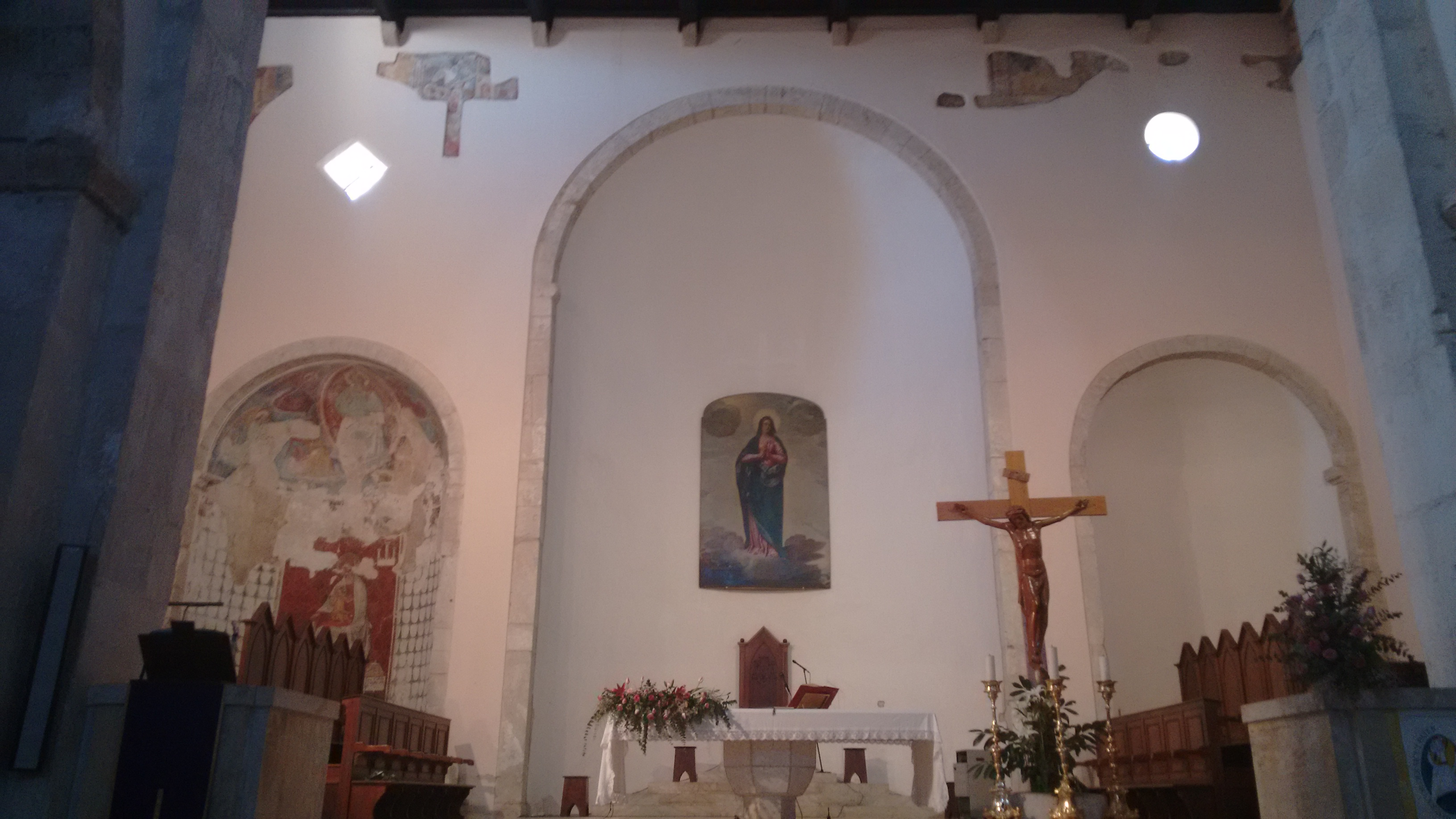
Prezbiterium
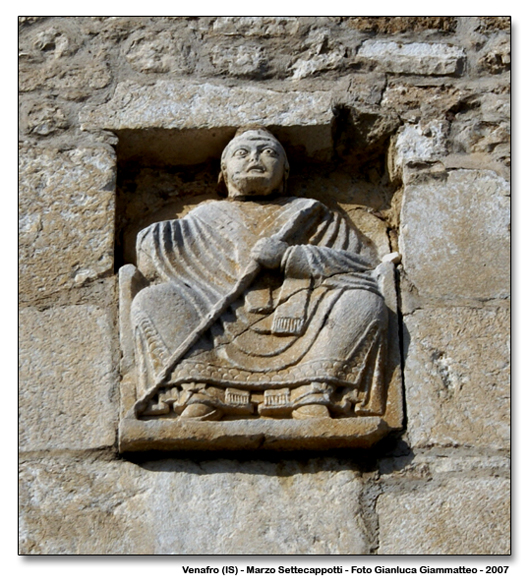
Płaskorzeźba przedstawiająca bpa Piotra z Rawenny